# Мотовилово (Рязанская область)
Мотовилово — село в Захаровском районе Рязанской области, входит в состав Большекоровинского сельского поселения.

## География
Село расположено в 2 км на юг от центра поселения села Большое Коровино и в 24 км на северо-запад от райцентра села Захарово.

## История
Из челобитной Измайловых к преосвященному Антонию видно, что сельцо Курмакино от татарской войны запустело, и церковь Николая Чудотворца была в этом селе выжжена. В 1629 году вотчинники Измайловы просили у архиепископа Антония благословенной грамоты воздвигнуть новый храм в их вотчине в деревне Мотовилове. Новопостроенный храм в селе Мотовилове был наименован также Никольским, как некогда в Курмакине, сожженном татарами. По окладной книге 1676 года в приходе показаны 2 двора помещиковых, 2 двора деловых людей, 26 дворов крестьянских, 6 дворов бобыльских. В 1760 году в селе была вновь построена новая деревянная церковь вместо обветшавшей. Со временем этот храм тоже пришел в ветхость. Новый каменный храм был построен в 1891 - 1900 годах на средства прихожан села Мотовилова и Зарайского купца Георгия Георгиевича Голубкина. Церковь "зданием кирпичная, крытая железом. Колокольни и ограды нет" - так указано клировой ведомости на 1915 год. Престолов в храме было два: главный во имя св. Николая Чудотворца и во имя св. Георгия Митиленского. Церкви принадлежало здание мотовиловской церковно-приходской школы - деревянное, построенное в 1902 году.  
В XIX — начале XX века село входило в состав Остроуховской волости Михайловского уезда Рязанской губернии. В 1905 году в селе было 96 дворов.
С 1929 года село являлось центром Мотовиловского сельсовета Больше-Коровинского района Рязанского округа Московской области, с 1937 года — в составе Рязанской области, с 1956 года — в составе Захаровского района, с 2005 года — в составе Большекоровинского сельского поселения.

## Население
| 1859 | 1897 | 1905 | 2010 | 2023 |
| ---- | ---- | ---- | ---- | ---- |
| 468  | ↗552 | ↘530 | ↘13  | ↘4   |

## Достопримечательности
В селе находится недействующая Церковь Николая Чудотворца (1900).